# Trigonocera tongshiensis
Trigonocera tongshiensis är en tvåvingeart som först beskrevs av Yang 2002.  Trigonocera tongshiensis ingår i släktet Trigonocera och familjen styltflugor. Inga underarter finns listade i Catalogue of Life.